# Circondario di Viterbo
Il circondario di Viterbo era uno dei circondari in cui era suddivisa la provincia di Roma, esistito dal 1870 al 1927.

## Storia
Il circondario di Viterbo venne istituito nel 1870 come suddivisione della nuova provincia di Roma; il territorio circondariale corrispondeva a quello della vecchia delegazione apostolica di Viterbo dello Stato Pontificio.
Il circondario di Viterbo fu abolito, come tutti i circondari italiani, nel 1927, nell'ambito della riorganizzazione della struttura statale voluta dal regime fascista. Il territorio circondariale costituì la nuova provincia di Viterbo.

## Suddivisione
Il circondario si suddivideva nei mandamenti di Viterbo, Acquapendente, Bagnorea, Civita Castellana, Montefiascone, Orte, Ronciglione, Soriano nel Cimino, Sutri, Valentano, Vetralla